# Websyndicatie
Websyndicatie is de onlinevorm van het beschikbaar maken van informatie voor een groot bereik van afnemers. De informatie is hier de (gedeeltelijke) inhoud van een site, die beschikbaar wordt gemaakt voor andere sites, internetgebruikers en media - de site syndiceert zijn inhoud. Dit kan zo simpel zijn als een stuk tekst licenseren voor hergebruik, bijvoorbeeld met een Creative Commons-licentie. Vaak bedoelt men met websyndicatie echter het syndiceren van webfeeds.
Websyndicatie kan voor meer dynamiek op een website zorgen. Zo kan een webfeed op een persoonlijke weblog automatisch het laatste nieuws tonen, waarvan de (volledige) inhoud op een andere site staat. Dit hoeft niet handmatig bijgewerkt te worden, en toch is de site steeds voorzien van nieuwe informatie (bijvoorbeeld het weer). Als de aanbieder (de contentprovider) zijn site-inhoud wijzigt, verandert dit ook op de site van de afnemer.

## Voordelen
Voor de aanbieder:
- De aanbieder kan een link geven naar de volledige inhoud. Zo kan hij dus meer bezoekers trekken.
- De aanbieder kan zijn inhoud op meerdere websites tegelijk tonen, wat zijn bereik vergroot.

Voor de afnemer:
- Zonder er veel tijd en moeite in te steken, kan de afnemer dankzij websyndicatie zijn website constant bijgewerkt en dynamisch houden.
- De bezoeker van zo'n site krijgt snel een overzicht van recente informatie en hoeft daarvoor niet steeds het web af te zoeken.

## Semantisch web
Websyndicatie maakt ook onderdeel uit van het semantisch web.
De XML-toepassing kan gebruikt worden voor iedere soort informatie die op metaniveau geaggregeerd moet worden. In zijn boek 'De wereld van het World Wide Web' geeft World Wide Web-uitvinder Tim Berners-Lee een voorbeeld waarbij in principe niet-koppelbare belastingsystemen toch informatie met elkaar kunnen uitwisselen. Ook bespreekt hij een voorbeeld waarbij iemand graag een gele auto zou willen kopen maar geen webdiensten kan vinden met een actueel assortiment van zijn interesse. Mits opgemaakt in het juiste XML-schema kan dit soort vraag en aanbod ook via RSS-feeds samen worden gebracht.